# David Morrissey
David Mark Morrissey (Liverpool, 21 giugno 1964) è un attore, regista, produttore cinematografico e sceneggiatore inglese.

## Biografia
Nasce il 21 giugno 1964 a Liverpool, in Inghilterra. Rimasto orfano di padre, un ciabattino-ferramenta, quando era molto piccolo, cresce con la madre e i quattro fratelli. Per diventare attore studia prima recitazione all'Everyman's Youth Theatre della sua città e poi alla Royal Academy of Dramatic Art. Grazie a quest'ultima riesce a entrare nella Royal Shakespeare Company, nella quale lavora per due anni.
Dopo 13 anni di fidanzamento, nel 2006, si è sposato con l'attrice, sceneggiatrice e scrittrice Esther Freud, discendente di Sigmund Freud da cui ha tre figli: Albie, Anna e Gene e da cui si è separato nel dicembre 2020.
Il suo debutto nel mondo cinematografico avviene nel 1988 quando Peter Greenaway lo sceglie per recitare accanto a Joan Plowright nella commedia Giochi nell'acqua. In seguito recita in diversi film e serie televisive.
Nel 2012 è stato scelto per interpretare il ruolo del Governatore nella serie televisiva post-apocalittica The Walking Dead.

## Filmografia

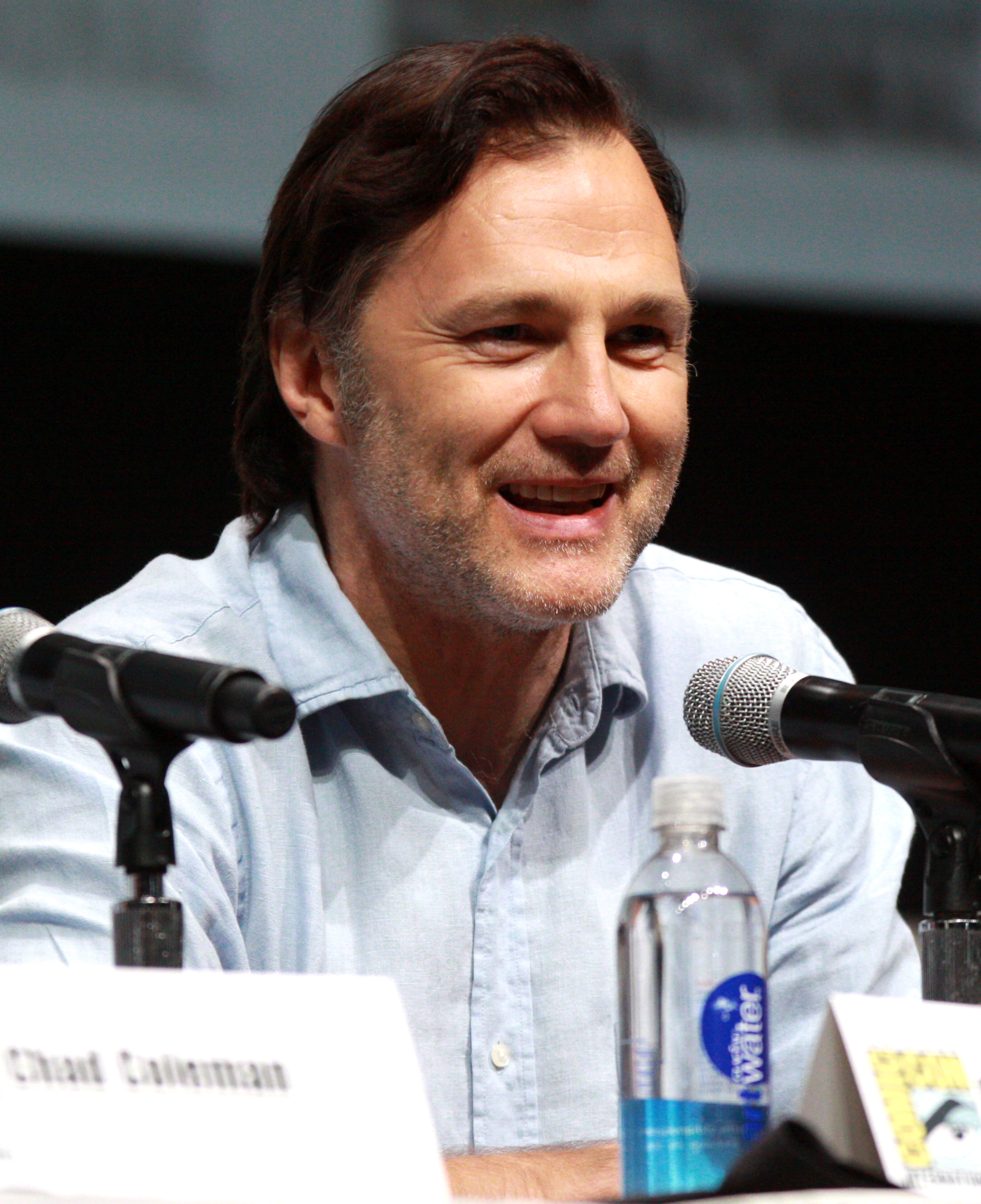
David Morrissey al San Diego Comic-Con International nel 2013

### Cinema
- Giochi nell'acqua (Drowning by Numbers), regia di Peter Greenaway (1988)
- Waterland - Memorie d'amore (Waterland), regia di Stephen Gyllenhaal (1992)
- Hilary e Jackie (Hilary and Jackie), regia di Anand Tucker (1998)
- Fanny ed Elvis (Fanny and Elvis), regia di Kay Mellor (1999)
- Romantici nati (Born Romantic), regia di David Kane (2000)
- Il mandolino del capitano Corelli (Captain Corelli's Mandolin), regia di John Madden (2001)
- Stoned, regia di Stephen Woolley (2005)
- Derailed - Attrazione letale (Derailed), regia di Mikael Håfström (2005)
- Basic Instinct 2, regia di Michael Caton-Jones (2006)
- I segni del male (The Reaping), regia di Stephen Hopkins (2006)
- The Water Horse - La leggenda degli abissi (The Water Horse: Legend of the Deep), regia di Jay Russell (2007)
- L'altra donna del re (The Other Boleyn Girl), regia di Justin Chadwick (2008)
- Is Anybody There?, regia di John Crowley (2008)
- Nowhere Boy, regia di Sam Taylor Wood (2009)
- Centurion, regia di Neil Marshall (2010)
- Thorne: Sleepyhead, regia di Stephen Hopkins (2010)
- Thorne: Scaredycat, regia di Benjamin Ross (2010)
- Blitz, regia di Elliott Lester (2011)
- Earthbound, regia di Alan Brennan (2012)
- Welcome to the Punch - Nemici di sangue (Welcome to the Punch), regia di Eran Creevy (2013)
- I nuovi vicini (The Ones Below), regia di David Farr (2015)
- The Colour Room, regia di Claire McCarthy (2021)
- Dampyr, regia di Riccardo Chemello (2022)

### Televisione
- Framed – serie TV, 4 episodi (1992)
- The Knock – serie TV, 6 episodi (1994)
- Our Mutual Friend – miniserie TV, episodi 1x02-1x03-1x04 (1998)
- Linda Green – serie TV, episodio 1x02 (2001)
- Clocking Off – serie TV, episodio 3x01 (2002)
- Murder, regia di Beeban Kidron – film TV (2002)
- Out of Control, regia di Dominic Savage – film TV (2002)
- This Little Life, regia di Sarah Gravon – film TV (2003)
- State of Play – miniserie TV, 6 episodi (2003)
- The Deal, regia di Stephen Frears – film TV (2003)
- Blackpool – serie TV, 6 episodi (2004)
- Viva Blackpool, regia di Catherine Morshead – film TV (2006)
- Cape Wrath - Fuga dal passato (Cape Wrath) – serie TV, 8 episodi (2007)
- Ragione e sentimento (Sense and Sensibility) – miniserie TV, 3 episodi (2008)
- Doctor Who – serie TV, episodio 4x14 (2008)
- Red Riding 1983, regia di Anand Tucker – film TV (2009)
- Red Riding 1980, regia di James Marsh – film TV (2009)
- Red Riding 1974, regia di Julian Jarrold – film TV (2009)
- U Be Dead, regia di Jamie Payne – film TV (2009)
- Mrs Mandela, regia di Michael Samuels – film TV (2010)
- Five Days – serie TV, 4 episodi (2010)
- Poirot (Agatha Christie's Poirot) – serie TV, episodio 12x03 (2010)
- Thorne – serie TV, 6 episodi (2010)
- South Riding – miniserie TV, 3 episodi (2011)
- The Field of Blood – serie TV, 4 episodi (2011-2013)
- London's Burning, regia di Justin Hardy – film TV (2011)
- Richard II, regia di Rupert Goold – film TV (2012)
- True Love – serie TV, episodio 1x05 (2012)
- The Walking Dead – serie TV, 19 episodi (2012-2015)
- The 7.39, regia di John Alexander – film TV (2014)
- The Driver – miniserie TV, 3 episodi (2014)
- Extant – serie TV, 11 episodi (2015)
- The Missing – serie TV, 8 episodi (2016)
- Britannia – serie TV, 26 episodi (2018-2021)
- Good Omens – serie TV, episodio 1x04 (2019)
- Sherwood – serie TV, 12 episodi (2022-2024)
- The Long Shadow, regia di Lewis Arnold – miniserie TV (2023)
- Daddy Issues – serie TV (2024)
- Prime Target, regia di Brady Hood – miniserie TV (2025)

## Doppiatori italiani
Nelle versioni in italiano delle opere in cui ha recitato, David Morrissey è stato doppiato da:
- Francesco Prando in Basic Instinct 2, Ragione e sentimento, Extant, Good Omens
- Massimo De Ambrosis in The Water Horse - La leggenda degli abissi, Cape Wrath - Fuga dal passato
- Roberto Pedicini in Il mandolino del Capitano Corelli, L'altra donna del re, The Walking Dead
- Pino Insegno in Britannia, Dampyr
- Dario Oppido ne I nuovi vicini, Prime Target
- Paolo Buglioni in Robin Hood - La leggenda
- Fabrizio Pucci in State of Play
- Franco Mannella in Blackpool
- Enrico Di Troia in Derailed - Attrazione letale
- Sergio Lucchetti ne I segni del male
- Massimo Rossi in Doctor Who
- Antonio Palumbo in Nowhere Boy
- Stefano Mondini in Centurion
- Andrea Lavagnino in Five Days
- Roberto Certomà in Blitz
- Luca Violini in Welcome to the Punch - Nemici di sangue
- Pasquale Anselmo in The 7.39
- Massimo Lodolo in The Missing
- Marco Mete in The Colour Room

Da doppiatore è sostituito da:
- Marco Vivio ne I miti greci
- Mimmo Strati in Chi ti credi di essere?